# ヤーコプ・プレトリウス
ヤーコプ・プレトリウス（Jacob Praetorius, 1586年 - 1651年）はドイツ初期バロック音楽の作曲家・オルガニスト。ヒエロニムスの息子。作曲家であった祖父と同名。
| スタブアイコン | サブスタブ | この項目は、まだ閲覧者の調べものの参照としては役立たない、音楽関係者（バンド等）に関連した書きかけの項目です。この項目を加筆・訂正などしてくださる協力者を求めています（P:音楽/PJ:芸能人）。 |

| スタブアイコン | サブスタブ | この項目は、まだ閲覧者の調べものの参照としては役立たない、クラシック音楽に関連した書きかけの項目です。この項目を加筆・訂正などしてくださる協力者を求めています（P:クラシック音楽/PJ:クラシック音楽）。 |